# Somali-Hochland
Das bis zu 4307 m hohe Somali-Hochland (auch Südliches Äthiopisches Hochland genannt) bedeckt als Hochgebirge den Südosten Äthiopiens und den Norden von Somalia (Ost-Afrika).

## Lage
Im Westen und Nordwesten fällt das Somali-Hochland in Äthiopien abrupt in den Ostafrikanischen Grabenbruch (hier auch Abessinischer Graben genannt) ab, auf dessen anderer Seite sich das Hochland von Abessinien anschließt. Im Norden geht das Hochgebirge über diesen Graben in die ostäthiopische Senke über und in Somalia grenzt es an den Golf von Aden. Im Osten reicht es auf dem so genannten Horn von Afrika bis an die Spitze der Somali-Halbinsel. Im Südosten und Süden geht es in die Somali-Wüste über. Im Südwesten geht das Gebirge über den eben genannten Grabenbruch und den Turkanasee in den östlichen Ast des Ostafrikanischen Grabensystems über.

## Landschaftsbild

### Westliches Somali-Hochland (Südliches Äthiopisches Hochland)
Aus dem sich in Äthiopien westlich und nordwestlich an das Somali-Hochland anschließenden Grabenbruch, in dem sich zahlreiche Seen befinden (darunter der Abayasee und der Tyamosee) und die Dornsavanne vorherrscht, steigt das Gelände abrupt zum Somali-Hochland hin an. In diesem Land ragt das zentrale Hochgebirge zumeist über 3.000 m hoch auf und findet im Mendebo-Gebirge im Batu seine größte Erhebung (4307 m); die höchsten dieser Gipfel sind oft mehrere Wochen oder Monate pro Jahr mit Schnee bedeckt.
In diesem höchsten Bereich des Somali-Hochlands, in dem es teils sogar tropischen Regenwald gibt, entspringt der Fluss Shebeli und die Quellflüsse des Jubba, die in Richtung Südosten zum Indischen Ozean fließen. Auch nach Norden geht das Hochland in Äthiopien abrupt in den obig genannten Graben über; darin befinden sich wieder die bereits genannten Dornsavannen, die mit den Sümpfen, Wüsten und Halbwüsten der ostäthiopischen Senke (bis zu 116 m unter dem Meeresspiegel) verschmelzen. Östlich des bereits genannten Mendebo-Gebirges schließt sich das im Ahmargebirge an, das im Gara Muleta 3381 m hoch aufragt. In Richtung Südosten und Süden fällt das Hochland über schmale Feucht- und Trockensavannen-Streifen über tiefere Regionen zur Dornsavanne hin ab.
In Richtung Somalia – also östlich des eben genannten Ahmargebirges – geht das Hochland, dessen bis hierhin beschriebener, westlicher Bereich teils auch zum sich nördlich anschließenden Hochland von Abessinien in Äthiopien gezählt und daher Südliches Äthiopisches Hochland genannt wird, sanft abfallend zum östlichen Somali-Hochland über. Das deutliche Trennglied – insbesondere geologisch betrachtet – beider Hochländer ist der Große Afrikanische Grabenbruch.

### Östliches Somali-Hochland (Somalia)
In Somalia wird das Somali-Hochland in Richtung Osten – zum so genannten Horn von Afrika bis an die Spitze der Somali-Halbinsel – nach und nach immer niedriger. In diesem nördlichen Bereich des Landes ragt das Gebirge durchschnittlich 900 bis 2.100 m hoch auf und findet südlich des Golf von Aden im Shimbiris (2416 m) seine höchste Erhebung.
Im Norden grenzt das Hochland an den Golf von Aden, im Osten endet es am Kap Guardafui, wo es an den Indischen Ozean stößt, in dem dort die Inselgruppe Sokotra vorgelagert ist. In diesem östlichen Gebirgsbereich befindet sich der östlichste Zipfel der Sahelzone, in dem Dornsavannen und Halbwüsten das Landschaftsbild bestimmen. Dort betreiben die einheimischen Somali, die zumeist als Nomaden leben Viehzucht (Kamele, Schafe und Ziegen). In den südlicheren Gebieten, wo es etwas mehr Niederschläge gibt, werden auf aufwendig bewässerten Feldern unter anderem Bananen und Zuckerrohr angebaut. In Richtung Südosten und Süden fällt das Somali-Hochland über die Somali-Wüste zum Indik hin ab.

## Klima
Während die Gipfelregionen des westlichen Somali-Hochlands oftmals von einem tropisch-feuchten Klima bestimmt werden, regiert in seinem Ostteil fast ausschließlich trocken-heißes Klima; dementsprechend spärlich fällt dort auch der Bewuchs aus. Im teils recht stark begrünten Westen dauert die Regenzeit, die ihre Niederschläge zumeist nur in den Gipfelregionen abregnen lässt (dies ist auch der Grund für die äthiopischen Dürren), von Juni bis September. Im Winter fällt in den Gipfelregionen Schnee.

## Ausdehnung
Das etwas bananenförmige – aus der Vogelperspektive betrachtet – Somali-Hochland ist in West-Ost-Richtung – wenn man die gesamte Strecke vom Turkanasee bis zur Ostspitze am Horn von Afrika misst – ca. 1.600 km lang und in Nord-Süd-Richtung bis zu 200 km breit.

## Berge
Das recht zerklüftete Somali-Hochland, das sich in mehrere Teilgebirge unterteilt, ist etwa 900 bis maximal 4307 m hoch. Die höchsten Gipfel sind mehrere Wochen oder Monate im Jahr mit Schnee bedeckt, ein Grund dafür, dass den nachfolgend erwähnten Gewässern teils reichhaltig Wasser zugeführt wird.
- Mendebo-Gebirge im Westteil des Somali-Hochlands (Äthiopien) 
  - Batu (4307 m)
  - Beda (4133 m)
- Ahmargebirge im Mittelteil des Somali-Hochlands (Äthiopien) 
  - Gara Muleta (3381 m)
- Karkaar-Kette im Ostteil des Somali-Hochlands (Somalia) 
  - Shimbiris (Shimber Berris; 2460 m)
  - Xaubub 2380 m

## Gewässer
Flüsse:
- Juba
- Shebeli

Seen:
Während es im Somali-Hochland nur kleine Seen gibt, befinden sich zwischen dem Somali-Hochland und dem Hochland von Abessinien, also im Großen Afrikanischen Grabenbruch, diese Stillgewässer:
- Abayasee
- Abiyatasee
- Kokasee
- Langanosee
- Shalasee
- Tyamosee
- Ziwaysee

## Orte
- Awasa
- Dire Dawa
- Harar
- Hargeysa
- Berbera
- Boosaaso

## Staaten
- Äthiopien
- Somalia